# Mecosta
Mecosta es una villa ubicada en el condado de Mecosta en el estado estadounidense de Míchigan. En el Censo de 2010 tenía una población de 457 habitantes y una densidad poblacional de 157,97 personas por km².

## Geografía
Mecosta se encuentra ubicada en las coordenadas 43°37′5″N 85°13′48″O / 43.61806, -85.23000. Según la Oficina del Censo de los Estados Unidos, Mecosta tiene una superficie total de 2.89 km², de la cual 2.89 km² corresponden a tierra firme y (0%) 0 km² es agua.

## Demografía
Según el censo de 2010, había 457 personas residiendo en Mecosta. La densidad de población era de 157,97 hab./km². De los 457 habitantes, Mecosta estaba compuesto por el 88.62% blancos, el 1.97% eran afroamericanos, el 0.88% eran amerindios, el 0% eran asiáticos, el 0.44% eran isleños del Pacífico, el 1.31% eran de otras razas y el 6.78% pertenecían a dos o más razas. Del total de la población el 3.06% eran hispanos o latinos de cualquier raza.